# 庄島辰尭
庄島 辰尭（しょうじま・たつあき、Gyo Shojima、1993年8月18日 - ）は、東京都出身の元アメリカンフットボール選手。ポジションはセンター（C）。現役時代、Xリーグのオービックシーガルズに所属していた。大学はカリフォルニア大学ロサンゼルス校で、全米大学体育協会(NCAA)ディビジョン1フットボール・サブディビジョンの出場選手では初の日本人となる。妻は元7人制ラグビー女子日本代表で現役女子ラクロス選手の白子未祐。

## 人物
- 東京都渋谷区出身
- 身長：188cm、現役時代の体重：137kg
- 妻は元7人制ラグビー女子日本代表で現役女子ラクロス選手の白子未祐（慶應義塾幼稚舎→慶應義塾中等部→慶應義塾女子高等学校→慶應義塾大学文学部→博報堂DYメディアパートナーズ→ナナイロプリズム福岡[1]）

## 経歴

### 高校時代
幼少期に米国カリフォルニア州レドンドビーチに移住。2007年9月にレドンドユニオン高校に入学後アメリカンフットボールチームに入部。高校一年時は活躍の機会がなかったが、二年時、三年生時をジュニアバーシティチームのスターティングメンバーとして過ごし、四年生時の2010年シーズンにてバーシティチームのスターティングメンバーとして出場を果たした。2011年2月にはテキサス州オースティンで行われたIFAF主催のTeam USA対世界選抜チームに育成選手として参加。
レドンドユニオン高校卒業間際の2011年4月、東京都立西高等学校に新３年生として転校。都立西高校でもアメリカンフットボール部に入部し、春季東京都大会3位、秋季東京都大会準優勝、秋季関東大会ベスト4の成績に貢献した。
2012年の3月に都立西高校を卒業後、同年6月に米国テキサス州オースティンで開催されたIFAF U-19世界選手権に日本代表として出場し、銅メダルを獲得した。

### 大学時代
2012年7月、再度渡米し同年9月にサンタモニカカレッジに入学する。2013年シーズンからアメリカンフットボールチームに所属し、2014年シーズンはキャプテンを務めた。
2015年9月にカリフォルニア大学ロサンゼルス校へ編入し、１年間の練習生登録期間を経て2016年9月に公式戦デビュー。日本人の両親を持つ日本生まれの日本人として全米大学体育協会(NCAA)ディビジョン１フットボール・サブディビジョンにおける初の出場を果たす。2016年シーズンは5試合に出場し、最終学年の2017年シーズンはカクタスボウルを含めた全13試合に出場した。

### プロ選手時代
2020年5月、Xリーグに所属するオービックシーガルズへ入団。2020年12月ジャパンXボウル優勝、2021年1月ライスボウル優勝、HUDDLE Magazine Award 2020 Xリーグ ALL JAPAN オフェンスの部にてファーストチーム賞を受賞。2023年1月に現役引退をチーム公式HPで表明した。